# Beechcraft Bonanza
Beechcraft Bonanza BE35 BE36 in Debonair BE33 je ameriško enomotorno štiri in kasneje šest sedežno nizkokrilno športno letalo, ki ga je razvila družba Beech Aircraft Corporation v času 2. svetovne vojne iz tehnologije vojaških lovcev. Letalo velja za vrhunsko kakovost med enomotornimi batnimi letali, posebej ga cenijo linijski piloti za nedeljsko letenje. Prva različica model BE35 z V-repom je bila predstavljena leta 1947, s tem je Bonanza družina letal z najdaljšim časom proizvodnje. Model BE33 Debonair ali Bonanza je bil predstavljen leta 1960 s klasičnim repom kot cenejši model z skromnejšo osnovno opremo in inštrumenti kot prestižnejša Bonanza z V-repom. Model BE36 je bil predstavljen leta 1968 kot šest sedežnik modela BE33. Konkurenti družine letal Bonanza: Mooney M20, Rockwell Commander 112, Cessna 210, Piper Comanche, Piper Malibu Mirage in Piper Saratoga.
Skupaj so zgradili več kot 18.000 primerkov, rekord za visokozmogljiva športna letala. Danes je v proizvodnji Model 36 Bonanza z daljšim trupom. Bonanza model 36 je ena izmed najbolj stabilnih enomotornih platform za IFR letenje.
Tri glavne različice družine Bonanza (razporejene po starosti zasnove): 
- Model 35 Bonanza (1947–1982; V-rep) širi sed 165-285 konjev
- Model 33 Bonanza ali Debonair (1960–1995; običajen rep) štiri sed 225-285 konjev
- Model 36 Bonanza (1968 – danes; raztegnjeni model 33) šest sed 285-325 konjev

Slovenija je kmalu po drugi svetovni vojni kupila vladno letalo V35 Bonanza reg. YU-CER za potrebe izvršnega sveta - slovenske vlade.
Letalo  Beechcraft Bonanza drži svetovni rekord v najdaljši neprekinjeni proizvodnji katerega koli letala v zgodovini (od leta 1947).

## Razvoj
Model 35 Bonanza je imel šestvaljni protibatni (bokser) motor, nizko aerodinamično kantilever krilo in uvlačljivo tricikel pristajalno podvozje. Večina lahkih letal tistega časa je bila iz lesa in platna, Bonanza pa je imel kovinsko konstrukcijo. Bonanza je bila zelo aerodinamično in hitro letalo.
Prvi let je bil 22. decembra 1945, proizvodnja se je začela leta 1947. 
Model 35 Bonanza je imela lahko prepoznavni V-rep imenovan tudi ruddervator - kombinacija višinskega in smernega krmila. Proizvodnja verzije z V-repom se je končala leta 1982 in se nadaljevala so konvencionalnim repom.

## Uporabniki

### Civilni uporabniki
Bonanza je zelo priljubljena pri letalskih akademijah, airlinerskih letalskih šolah in bogatih aeroklubih, veliko jih leti tudi v zasebni lasti. 
 ZDA
- Lufthansa Training: 26 letal model F33A
- Kansas State University (Polytechnic Campus): 4 letala model G36

 Japonska
- Japan Airlines (JAL): 23 letal model A36

 Nizozemska
- Government Flying School: 16 letal model F33C
- KLM Luchtvaartschool: 3 letala model A36 (PH-BWE, PH-BWG, PH-BWA)

 Slovenija
- Letalski center Maribor: letalo YU-CER model 35 1950ta - 1971 (pred tem prvo letalo slovenske vlade)

### Vojaški uporabniki
ZDA
- United States Air Force: modeli QU-22Bs

 Izrael
- Israeli Air Force: model A-36 imenovan Hofit

 Španija
- Spanish Air Force: 54 letal od tega: 29x model F33C in 25x model F33A

 Iran
- Imperial Iranian Air Force: 49 letal od tega:10xF33A in 39xF33C

 Mehika
- Mexican Air Force: 10 letal model F33C

 Tajska
- Royal Thai Navy: 3 letala model 35

 Portugalska
- Portuguese Air Force: Bonanza A35 v uporabo 1949–55

 Nikaragva
- National Guard: model A35

 Slonokoščena obala
- Ivory Coast Air Force: model F33C

 Haiti
- Haitian Air Corps: model F33

 Indonezija
- Indonesian Naval Aviation: model G36

## Tehnične specifikacije (Feb 2015 Bonanza model G36)
Podatki iz Hawker Beechcraft
Splošne značilnosti
- Posadka: 1
- Število sedežev: 5 potnikov
- Dolžina: 27 ft 6 in (8,38 m)
- Razpon kril: 33 ft 6 in (10,21 m)
- Višina: 8 ft 7 in (2,62 m) )
- Širina kabine: 40 in (1,02 m)
- Višina kabine: 50 in (1,27 m)
- Površina kril: 181 sq ft (16,8 m2)
- Aeroprofil: NACA 23016.5 (koren krila) NACA 23012 (konica krila)
- Teža praznega letala: 2.630 lb (1.193 kg)
- Bruto teža: 3.650 lb (1.656 kg)
- Pogon letala: 1 × Continental IO-550-B , 300 hp (220 kW)   1700 hr TBO
- Propelerji: št. lopatic: three Hartzell Propeller, 6 ft 8 in (2,03 m) premer

Zmogljivost
- Maks. hitrost: 176 kn (203 mph; 326 km/h)
- Hitrost pri porušitvi vzgona: 68 kn (78 mph; 126 km/h)
- Neprekoračljiva hitrost: 205 kn (236 mph; 380 km/h)
- Doseg: 640 nmi (736 mi; 1.185 km) 75% 5000 ft
- Višina leta (servisna): 18.500 ft (5.600 m)
- Hitrost vzpenjanja: 1.230 ft/min (6,2 m/s)
- Obremenitev krila: 20 lb/sq ft (98 kg/m2)
- Pristajalna hitrost: 100 vozlov (167 km/h)
- Vzletna hitrost: 85 vozlov (157 km/h)
- Max hitrost zakrilc: 154, 124 vozlov (285, 230 km/h)
- Max hitrost premikanja koles: 154 vozlov (285 km/h)
- Max hitrost v turbolentnem ozračju: 141 vozlov (261 km/h)
- Vzletna razdalja do 50 ft (15 m) asphalt ISA MSL: 1.913 ft (583 m)
- Pristajalna razdalja iz 50 ft (15 m) asphalt ISA MSL: 950 ft (290 m)

Letalska elektronika

- Garmin G1000